# Un attimo
Un attimo (versione in giapponese)/Un attimo è un singolo della cantante italiana Iva Zanicchi, pubblicato per il mercato giapponese nel 1971.

## Tracce
Lato A
- Un attimo (versione in giapponese) - (R. Vecchioni - A. Lo Vecchio - G. F. Intra - Adattamento giapponese: M. Arima)

Lato B
- Un attimo - (R. Vecchioni - A. Lo Vecchio - G. F. Intra)